# Мэтт Мёрдок (киновселенная Marvel)
Мэ́ттью Майкл «Мэтт» Мёрдок (англ. Matthew Michael "Matt" Murdock) — персонаж из медиафраншизы «Кинематографическая вселенная Marvel» (КВМ), роль которого исполнил Чарли Кокс. Он основан на одноимённом супергерое Marvel Comics, более известном под прозвищем Сорвиголова́ (англ. Daredevil).
Мёрдок представлен как юрист, специализирующийся на адвокатской деятельности. Он оказывает юридические услуги наряду со своими коллегами Франклином «Фогги» Нельсоном и Карен Пейдж, а также помогает другим обладающим сверхсилой людям из Нью-Йорка. Ночью он становится линчевателем, который противостоит преступному миру города, в частности криминальным авторитетам Адской кухни, его родного района. Из-за слепоты, полученной в результате несчастного случая, Мёрдок отточил оставшиеся чувства восприятия до недоступного обычным людям уровня. Будучи Сорвиголовой, Мэтт Мёрдок столкнулся с такими фигурами, как бизнесмен Уилсон Фиск, антигерой Фрэнк Касл и организация Рука, с последней из которых он сражался бок о бок с группой локальных защитников Нью-Йорка, вступив в противостояние со своей бывшей союзницей и возлюбленной, Электрой.
Ко всему прочему, Сорвиголова подружился с другими супергероями из своего родного города: Джессикой Джонс, Люком Кейджем, Дэнни Рэндом, Клэр Тэмпл и Питером Паркером. По состоянию на 2022 год персонаж появлялся в двух телесериалах Marvel Television: «Сорвиголова» (2015—2018) и «Защитники» (2017), а также в фильме «Человек-паук: Нет пути домой» (2021) и сериалах «Женщина-Халк: Адвокат» (2022) и «Эхо» (2023) производства Marvel Studios. В дальнейшем Мэтт Мёрдок появится в сольном проекте «Сорвиголова: Рождённый заново» (2024). Исполнение Кокса было положительно оценено критиками и фантами сериала. В 2018 году, после закрытия сериала «Сорвиголова», была создана петиция «#SaveDaredevil», цель которой заключалась в возвращении Кокса к роли Дьявола Адской кухни.

## Создание образа
«Был такой выпуск из серии Daredevil, ближе к концу рана [сценариста-художника] Фрэнка Миллера, где наш герой сражается на тросе с профессиональным убийцей по имени Меченый. Плохой парень начинает падать и Сорвиголова ловит его. Он держит его за руку, высоко над городом... и затем решает отпустить его. Сорвиголова бросает его навстречу смерти — или тому, что он считает смертью, — потому что не хочет, чтобы этот парень продолжал убивать. Я помню, как прочёл этот выпуск будучи ребёнком и подумал: «Боже мой». Когда мы приступили к работе над нашим сериалом, эта сцена из комиксов постоянно всплывала. Мы все думали, что это герой, который находится в одном плохом дне от того, чтобы окончательно пересечь черту».
Первое появление Сорвиголовы состоялось в комиксе Daredevil #1 (Апрель, 1964), а сам персонаж был создан сценаристом Стэном Ли и художником Биллом Эвереттом. Также художник Джека Кирби придумал фирменные дубинки Сорвиголовы.
В 2013 году Marvel Television и Disney объявили о разработке сериалов на стриминговом сервисе Netflix, посвящённых Сорвиголове, Джессике Джонс, Люку Кейджу и Железному кулаку, с последующим кроссовером под названием «Защитники». В мае 2014 года стало известно, что роль Мэтта Мёрдока сыграет Чарли Кокс, тогда как шоуранером первого сезона выступит Стивен С. Денайт.

### Кастинг
В 2012 году, главный креативный директор Marvel Comics Джо Кесада задумался о кастинге на роль Мэтта Мёрдока, ещё до возвращения прав на персонажа от 20th Century Studios. Кокс выразил интерес к участию в сериале после прочтения двух версий сценария, сказав своему агенту, что «это были два лучших сценариев дли сериала из всех, что я читал». Актёр признался, что никогда не читал комиксов в детстве и до получения роли был слабо знаком с персонажем: "Они прислали мне отрывки из сценария, там были другие имена, и название всего проекта было указано как «что-то там без названия». И в тексте письма мои агенты указали «Мы думаем, что это Сорвиголова». Затем шло длинное описание персонажа: рыжеволосый, высокий, атлетичный, гимнаст, сильный — что-то около 14 слов. Я был с другом, который помогал мне подготовиться...а прослушивания были на следующий день, и я думал, что просто заучу слова. И он сказал: «А разве Сорвиголова не слепой?» И я сказал...и у меня на это совсем не было времени...и я такой «Нет, чувак, я уверен, что они бы сказали мне, если бы этот парень был слепым». Я отправил им ответный e-mail: «Сорвиголова слепой?» И буквально через 2 минуты я получил ответ: «Ах, да, и он слепой».
Впоследствии Кокс заявил, что его версия Сорвиголовы будет отличаться от персонажа комиксов Marvel, не являясь «человеком без страха»: «Тот, кто не испытывает страха — буквально не испытывает страха — не так уж интересен. Мне нравится думать, что он [ Мёрдок ] чего-то боится, однако ежедневно бросает вызов своему страху, отчего прозвище „человек без страха“ — своего рода титул, которым общественность наградила его за совершенные им деяния. Тем не менее, глубоко внутри он время от времени чего-то боится, но всё равно находит способ противостоять этим страхам и преодолевать их». Коксу «пришлось много заниматься в спортзале», чтобы привести в порядок своё телосложение, поскольку персонаж должен был соответствовать оригинальной версии из комиксов.

### Персонаж
По словам Денайта, «Мэтт Мёрдок ведь — вовсе не неуязвимый супермен. По сути, только его чувства острее, чем у простых смертных». Касательно серой морали персонажа он отметил: днём «Мэтт — адвокат, принесший клятву служить закону. Но каждую ночь он нарушает эту самую клятву, и идёт на весьма жестокие поступки». Из-за того, что католицизм играет ключевую роль в развитии протагониста, Денайт назвал его «одним из самых, если не самым главным верующим персонажем во вселенной Marvel». Кокс, выросший в семье католиков, счёл свой религиозный опыт полезным для перевоплощения в персонажа: «Ты растёшь погружённым в религию. Находясь в церкви перед алтарём, как бы автоматически понимаешь, как нужно себя вести. Ты знаешь и когда кланяться и когда садиться на скамью. Мне не нужно было притворяться». Говоря о происхождении прозвища Сорвиголовы в сериале Денайт заявил: «Если вспомнить одно из воплощений из комиксов, когда люди дразнили его [ Мёрдока ] „Сорвиголовой“ ещё в детстве, это не совсем ложится на реалии нашего мира. В какой-то момент мы планировали, чтобы Бен Урих (Вонди Кёртисе-Холле) дал супергерою его имя, но не было подходящего момента, поскольку персонаж ходил в чёрном костюме и получил красный лишь после безвременной кончины Бена. Было решено, что прозвище придумают за кадром, а известно о нём впервые станет из газет».
Когда речь зашла об исполнении роли Кокс поделился своим видением персонажа: «Есть так много вещей. Его слепота и физические характеристики. Шоу освещает человеческие эмоции, конфликты и суматоху. Человек ночью — это тот, кто берёт закон в свои руки. Ему приходится справляться с трудностями выбранного пути». На вопрос о том, какие он испытывал трудности при исполнении роли Кокс ответил: «Я носил рубашку, но не мог знать местоположение пуговицей на ней, поскольку Сорвиголова не может знать, где находятся эти пуговицы, и я так же не мог нащупать их».
Кокс работал со слепым консультантом Джо Стрейчи и наблюдал, как ведут себя его глаза, дабы разобраться, как ему следует себя вести не будучи в маске. Говоря о «Защитниках», Кокс посчитал, что второй сезон, в котором Мёрдок сражался бок о бок с Электрой Начиос и Карателем, подготовил его персонажа к принятию помощи в сериале, и что в мини-сериале смерть Начиос тяжело отразится на Мёрдоке. Сценарист сериала Марко Рамирес назвал отношения Мёрдока и Начиос более откровенно сексуальной версией взаимодействия персонажей Эдварда Нортона и Брэда Питта из фильма «Бойцовский клуб» 1999 года, где Начиос становится «бременем» Мёрдока после своего воскрешения.
Концовка «Защитников» подразумевала, что источником вдохновения для третьего сезона выступит сюжетная арка Born Again. Кокс обрадовался возможности адаптировать Born Again, назвав комикс «удивительной историей», последствия которой в рамках предстоящего сезона будут «очень захватывающими». Шоураннер третьего сезона Эрик Олесон черпал вдохновение как из Born Again, так и из Guardian Devil для вырабатывания атмосферы сезона, отметив, что Мёрдок будет «сломлен физически, сломлен эмоционально и сломлен духовно» из-за того, что его обострённые чувства подвели его, заключив, что Мёрдок «зол на Бога, зол на тот факт, что он рисковал своей жизнью, чтобы выполнять работу Бога, отчего задаётся вопросом, не дурак ли он». Это приводит к возвращению Мэтта к оригинальному чёрному костюму из первого сезона, поскольку он попадает «практически в самую тёмную пучину, какую можно представить» и находится в том состоянии, в котором «неспособен быть Сорвиголовой, [и] скорее просто покончит с собой вместо того, чтобы жить без способностей».

### Реинтеграция в КВМ
В 2018 году Netflix объявил о закрытии сериала после третьего сезона, отметив, что несмотря на продолжение трансляции «Сорвиголовы», главный герой «будет жить в будущих проектах Marvel». Кокс выразил сожаление относительно отмены сериала, поскольку, по его мнению, съёмочной группе «было, что рассказать» в будущем четвёртом сезоне и заявил о надежде вернуться к роли Мэтта Мёрдока в дальнейшем. В то же время фанаты создали петицию с хэштегом «#SaveDaredevil», которая собрала 300 000 подписей.
В декабре 2021 года Кевин Файги заявил, что Кокс продолжит играть Сорвиголову в будущих проектах КВМ от Marvel Studios. Джессика Хенвик, сыгравшая роль Коллин Винг в сериале «Защитники» совместно с Коксом, знала о его потенциальном возвращении к роли в проектах Marvel Studios за несколько лет до объявления Файги.

## Дизайн
«Мэтт Мёрдок надевал костюм ночью. Можно сказать, что он также маскировался в течение дня. Тёмные очки или маска всегда закрывают глаза. На первый взгляд, у этих двух имиджей нет ничего общего, однако обратите внимание насколько и то и другое «снаряжение» практично, функционально и безопасно. Мэтт соблюдает профессиональную дистанцию как адвокат. То же можно сказать и о «костюме линчевателя», несмотря на маскировку. Он делает все возможное, чтобы не связываться с людьми, которым он помогает или которые помогают ему, с ограниченной степенью успеха.».
Костюмы Мёрдока различаются больше по текстуре, чем по цвету, с ограниченной гаммой: «очевидно, он не может видеть свои цвета, однако осознаёт, что выбранные им оттенки будут согласовываться друг с другом». Мышечная масса Кокса менялась на протяжении всего сериала, поскольку он продолжал тренироваться. В первом сезоне Мэтт начинает свой путь супергероя с чёрного костюма (получивший название «костюм линчевателя»), являющимся данью уважения его снаряжению из The Man Without Fear Фрэнка Миллера, вместо традиционного красного костюма, что было сделано с целью подчёркивания эволюции Сорвиголовы, костюм которого должен был меняться по мере развития сюжета. Кесада концептуализировал внешний вид костюма на основе идей Денайта.
Художник по костюмам проекта Стефани Маслански рассказала, что чёрный костюм был собран из спортивной и военной одежды от компаний вроде McDavid, CAT и G-Star. Маслански отметила, что члены съёмочной группы хотели, чтобы экипировка «выглядела так, словно Мэтт Мёрдок мог собрать её сам — что-то заказать в Интернете, что-то купить в город. Я посетила армейские и военно-морские магазины, магазины спортивной одежды, компрессионной одежды, изучала материалы для экипировки военных и строителей… у нас был довольно обширный выбор. Сверху он носит компрессионную кофту, а снизу штаны из армейского / военно-морского магазина». Относительно чёрной маски, Маслански хотела найти баланс между эстетикой и безопасностью, остановившись на экземпляре «из хлопчатобумажной сетки, сквозь которую можно было видеть».
Красный костюм, который Мёрдок получил в конце первого сезона, Маслански охарактеризовала следующим образом: «Мы хотели, чтобы итоговый вариант выглядел милитаристским и функциональным, но при этом оставался драматичним и сексуальным», добавив, что было «сложно» сделать его практичным. Для разработки дизайна костюма Кесада связался с Райаном Майнердингом, художниками по костюмам и командой дизайнеров Marvel Studios, которые вынесли свои идеи. В конечном итоге был выбран один из вариантов Майнердинга. Кесада, ранее работавший художником над комиксами о Сорвиголове, внёс несколько предложений, в том числе использование заклепок и «архитектурных» образов, ссылающихся на Нью-Йорк. Костюм должен был выглядеть как кевларовый жилет, а чёрные участки на нём как дань уважения панелям из комиксов, на которых художники выделяли определённые области красным, тогда как «более глубокие части» находились в тени. Что касается маски, Майнердинг отметил сложность проектирования всей верхней половины лица, которая должна соответствовать нижней половине лица актёра, «потому что половина его лица должна оставаться закрытой и иметь уникальное выражение, в то время как лицо актёра занималось бы чем-то другим».

### Эволюция в Сорвиголову
Когда речь зашла об отсутствии на красном костюме Мёрдока традиционных инициалов «ДД», и о других трудностях, связанных с адаптацией костюма на экране, ДеНайт объяснил, что «Мёрдок получил костюм до того, как получил имя. Мы много спекулировали о расположении „ДД“ на костюме, как об одной из наиболее проблематичных эмблем в мире супергероев. Он немного глуповат. Костюм из комиксов очень трудно адаптировать для сериала, особенно в этом приземлённом и жестком мире. Возникли некоторые трудности. Маска Сорвиголовы из комиксов закрывает только половину носа. Она не доходит до кончика. Когда мы пытались обыграть это, то обнаружили, что если нос не будет полностью закрыт, то Чарли останется узнаваем. Мало того, что мы не верили в неузнаваемость персонажа, так ещё и столкнулись с трудностями при замене на дублёра. Поэтому пришлось внести некоторые корректировки».

## Биография

### Ранняя жизнь
Мэтт Мёрдок родился в семье боксёра Джека Мёрдока и монахини Мэгги Грэйс. В детстве Мёрдок ослеп в результате несчастного случая, после чего обострил оставшиеся чувства восприятия, в частности «зрение» благодаря тренировкам со слепым пожилым ниндзя Стиком. Впоследствии Мёрдок поступил на юридический факультет Колумбийского университета, где подружился с Фогги Нельсоном.
К 2015 году Мёрдок и Нельсон решили открыть собственную юридическую фирму «Нельсон и Мёрдок».

### Становление линчевателем
Вскоре после открытия фирмы Мёрдок и Нельсон защищают интересы обвиняющейся в убийстве Карен Пейдж. Оправдав Пейдж, Мёрдок начинает борьбу с преступностью, чтобы защитить Адскую Кухню от коррупции, с которой она столкнулась после битвы за Нью-Йорк. Он надевает костюм, состоящий из чёрной маски и чёрного костюма. Его деятельность приводит к столкновению с криминальным авторитетом Уилсоном Фиском, бизнесменом, пытающимся взять под контроль преступность в Адской Кухне.
Пейдж и репортёр New York Bulletin Бен Урих работают над разоблачением операций Фиска, в то время как Мёрдок проводит независимое расследование. Мэтт получает красный костюм и одерживает победу в финальном противостоянии с Фиском, которого затем отправляют в тюрьму. После ареста Фиска общественность называет таинственного линчевателя Сорвиголовой.

### Знакомство с Карателем
Примерно шесть месяцев спустя после ареста Фиска, Мёрдок, в качестве Сорвиголовы, расследует незаконную деятельность нескольких банд, сверхмощное оружие которых было похищено одним единственным человеком. Сорвиголова противостоит мужчине на крыше, но получает выстрел в голову, но выживает благодаря броне. Нельсон настаивает на том, чтобы тот прошёл курс реабилитации и отошёл от дел. В офисе окружного прокурора ранивший его мужчина получает прозвище Каратель. Он оказывается линчевателем, потерявшим всю свою семью. Мёрдок, в качестве юриста, помогает Фрэнку Каслу во время судебного процесса по делу «Народ против Фрэнка Касла», однако положение дел осложняется возвращением бывшей возлюбленной Мэтта, Электрой Начиос.
Начиос разделяет связь с преступной организацией под названием Рука, которой она противостоит совместно с наставником Мэтта, Стиком. Касла отправляют на в тюрьму на острове Райкер, в то время как Начиос и Мёрдок объединяют усилия, чтобы победить Руку, однако Электра погибает. На Рождество Мёрдок раскрывает свою личность Пейдж, в то время как Рука воскрешает Электру.

### Формирование Защитников
В 2016 году Мёрдок объединяется с Джессикой Джонс, Люком Кейджем и Дэнни Рэндом в противостоянии с Рукой. В штаб-квартире организации он и Электра вновь сходятся в поединке и, по всей видимости, погибают в результате взрыва.

### Возвращение Кингпина
Мёрдок переживает взрыв и попадает в канализационную систему Нью-Йорка, где его находит таксист и доставляет отцу Полу Лэнтому, который оставляет Мэтта на попечении монахини Мэгги Грэйс. По мере выздоровления, Мёрдок переживает кризис веры и решает продолжить роль Сорвиголовы. В 2017 году, когда Фиск подкупает ФБР и обретает свободу, Мёрдок исследует отель Фиска, однако оказывается сбит с толку другим мужчиной, носящим его красный костюм и выступающим под именем Сорвиголова. Мёрдок допрашивает адвоката Фиска Бенджамина Донована и узнаёт о ситуации с Ванессой Марианной.
Мёрдок штурмует апартаменты Фиска наряду с Бенджамином «Дексом» Пойндекстером, чтобы сорвать свадьбу Фиска, в результате чего Фиск парализует Пойндекстера, но терпит поражение от руки Мэтта. Фиск соглашается вернуться в тюрьму и оставить Пейдж и Нельсона в покое, если Мёрдок не раскроет причастность Марианны к смерти агента Рэя Надима. После ареста Фиска, Мёрдок приступает к восстановлению отношений с Нельсоном и Пейдж, вместе с которыми открывает новую юридическую фирму.

### Столкновение с Майей Лопес
Пережив Скачок, произошедший в 2018 году, Мёрдок продолжил бороться с преступностью в условиях постапокалипсиса. Однажды он встретил Майю Лопес, нового члена организации «Мафия в трениках», и, после непродолжительного сражения с ней, ушёл.

### Помощь Питеру Паркеру
В 2024 году, после того, как Квентин Бек обвинил Питера Паркера в убийстве и раскрыл его личность всему миру, Мёрдок снимает все обвинения с Паркера, но предупреждает его, что это не изменит общественное мнение о Человеке-пауке. Также он предлагает защиту представителю окружения Паркера, Хэппи Хогану, в связи с продолжающимся федеральным расследованием о применении технологий Stark Industries во время битвы в Лондоне.

### Знакомство с Дженнифер Уолтерс
В 2025 году Мёрдок едет в Лос-Анджелес, чтобы представлять портного супергероев Люка Джейкобсона против Юджина Патилио / Лягушки-прыгуна, который хочет подать в суд из-за неисправного суперкостюма. Его адвокатом выступает Дженнифер Уолтерс / Женщина-Халк. Мёрдок выигрывает дело, поскольку Патилио случайно раскрывает, что не читал инструкции Джейкобсона по использованию костюма. После этого Патилио связывается с Уолтерс и просит о помощи против неизвестного напавшего. Уолтерс прибывает в образе Женщины-Халка и сражается с нападавшим, который, как она узнаёт, оказывается Мёрдоком в образе супергероя Сорвиголовы. Мёрдок сообщает Уолтерс, что Патилио похитил Джейкобсона, и они вместе спасают последнего. Позже Уолтерс и Мёрдок переспали в её доме. Затем Мёрдока приглашают на неделю в гости в семью Уолтерс.

## Альтернативные версии

### «Ваш дружелюбный сосед Человек-паук»
Кокс озвучит альтернативную версию Сорвиголовы в анимационном сериале Disney+ «Ваш дружелюбный сосед Человек-паук», действие которого будет происходить в альтернативной вселенной отдельно от КВМ. В этой реальности Мёрдок вступает в контакт с Питером Паркером / Человеком-пауком в течение первых месяцев своей деятельности в качестве линчевателя.

## Критика
Брайан Лоури из «Variety» высоко оценил игру Кокса в сериале «Сорвиголова», в то время как Майк Хейл, писавший для «The New York Times», назвал исполнение Кокса «противоречивым», хваля его как Мёрдока, но критикуя как Сорвиголову. Лиз Шэннон Миллер из IndieWire положительно высказалась об актёрском составе первого сезона сериала, в частности о Винсенте Д’Онофрио, Вонди Кёртис-Холле и Чарли Коксе.

### Награды и номинации
| Год  | Награда             | Категория                          | Номинант(ы) | Результат | Ссылка |
| ---- | ------------------- | ---------------------------------- | ----------- | --------- | ------ |
| 2015 | Премия Хелен Келлер | Лауреат                            | Чарли Кокс  | Победа    | [ 54 ] |
| 2016 | Сатурн              | Лучший телеактёр                   | Чарли Кокс  | Номинация | [ 55 ] |
| 2017 | Сатурн              | Лучший актёр на телевидении        | Чарли Кокс  | Номинация | [ 56 ] |
| 2019 | Сатурн              | Лучшая мужская роль на телевидении | Чарли Кокс  | Номинация | [ 57 ] |

## Комментарии
1. ↑  Как показано в первой сцене после титров фильма «Человек-паук: Вдали от дома».